# HIRAX
HIRAX (англ. Hydrogen Intensity and Real-time Analysis eXperiment, «експеримент з водневої інтенсивності й аналізу в режимі реального часу») — інтерферометрична решітка з 1024 радіотелескопів діаметром 6 м, здатних спостерігати на частоті 400—800 МГц, які працюватимуть на майданчику Square Kilometer Array у регіоні Кару в Південноо-Африканській Республіці. Масив призначений для вимірювання червоного зміщення радіолінії водню 21 см на великих кутових масштабах і складання карти баріонних акустичних осциляцій для уточнення параметрів темної енергії та темної матерії. Назва HIRAX є не тільки абревіатурою, а ще й англійською назвою місцевого ссавця дамана (англ. hyrax), так само як сусідній радіотелескоп MeerKAT названий на честь суриката (англ. meerkat).

## Учасники проєкту
Над проєктом HIRAX працюють багато різних установ, переважно з Південної Африки, Сполучених Штатів і Канади:
- Університет Квазулу-Натал[en],
- Дурбанський технологічний університет[en],
- Африканський інститут математичних наук[en],
- Міжнародний університет науки і технологій Ботсвани[en],
- Західно-Капський університет[en],
- Родський університет,
- Університет Кейптауна
- Університет Макгілла,
- Торонтський університет,
- Університет Британської Колумбії,
- Міжуніверситетський центр астрономії та астрофізики,
- Єльський університет,
- Каліфорнійський технологічний інститут,
- Університет Карнегі-Меллон,
- Університет Вісконсину у Медісоні,
- Університет Західної Вірджинії,
- Оксфордський університет,
- Лабораторія астрочастинок і космології[en],
- Університет Нельсона Мандели[en],
- Федеральна політехнічна школа Лозанни,
- Федеральна вища технічна школа Цюриха
- Лабораторія реактивного руху НАСА.

Проєкт фінансується Національним дослідницьким фондом ПАР та установами, які беруть участь в проєкті.

## Наукові цілі
Природа темної енергії та темної матерії належать до найважливіших проблем сучасної космології. З кінця 1920-х років, з відкриттям закону Габбла, було відомо, що Всесвіт розширюється, але протягом більшої частини XX століття вважалося, що це уповільнене розширення, яке слідує за Великим вибухом. Однак наприкінці 1990-х років було виявлено, що розширення Всесвіту насправді прискорюється. Темна енергія є гіпотетичною формою енергії, яка спричиняє це прискорення, проте про неї мало що відомо, окрім того факту, що наразі вона має становити приблизно 70 % густини енергії Всесвіту. Темна матерія також відіграє значну роль у зростанні структур у Всесвіті. Вважається, що це форма матерії, яка взаємодіє гравітаційно, але не електромагнітно, і відомо, що вона становить приблизно 25 % густини енергії Всесвіту, але її точна природа не зрозуміла. Решту 5 % густини енергії Всесвіту становить баріонна матерія, яку ми можемо спостерігати безпосередньо: зорі, газ і пил, що утворюють галактики та скупчення галактик.
HIRAX призначений для спостереження радіолінії водню 21 см, створеної гарячим дифузним нейтральним воднем в далеких скупченнях галактик. Ці дані можна буде застосувати до вимірювання впливу темної енергії та темної матерії на динаміку Всесвіту. Міжгалактичний нейтральний водень відстежує великомасштабні структури у Всесвіті, які мають те ж походження, що й баріонні акустичні осциляції реліктового випромінювання. Фіксований супутній розмір баріонних окустичних осциляцій можна використовувати як стандартну лінійку для вимірювання розширення Всесвіту з часом і, досліджуючи таким чином властивості темної енергії та темної матерії. Наприклад, якщо темна енергія не є космологічною константою, як передбачає стандартна космологічна модель Лямбда-CDM, то швидкість прискорення Всесвіту може не бути постійною.
Через розширення Всесвіту робочий діапазон HIRAX 400—800 МГц відповідає випромінюванню на радіолінії 21 см з червоним зсувом {\displaystyle 0.8<z<2.5} (7-11 мільярдів років тому, тобто коли вік Всесвіту був від 2,5 до 6,5 мільярдів років). Цей діапазон охоплює період, коли темна енергія почала впливати на динаміку Всесвіту, спричиняючи його перехід від сповільненого до прискореного розширення.
HIRAX буде досліджувати більшу частину південного неба, а його велике поле зору додатково зробить його потужним інструментом для виявлення радіоперехідних подій. Зокрема, HIRAX буде ефективним у виявленні пульсарів і швидких радіоімпульсів. Станом на 2021 рік було виявлено лише близько 612 швидких радіоімпульсів, але HIRAX зможе виявляти десятки швидких радіоімпульсів на день.

## Інструмент
Антенна решітка HIRAX складатиметься з 1024 параболічних антен діаметром 6 метрів з кутом огляду 5–10°. Антени будуть фіксовані нерухомо і скануватимуть небо за рахунок обертання Землі. Кожні кілька місяців кут антен змінюватимуть вручну, щоб оглянути нову смугу неба.
Антени оптимізовані для забезпечення низьких втрат і високої відбивної здатності на частотах 400—800 МГц. У фокусі кожного параболічного відбивача знаходяться дві схрещені дипольні антени для вимірювання поляризації. Сигнал підсилюється парою низькошумових підсилювачів і за допомогою волоконно-оптичних каналів зв'язку передається до централізованої обчислювальної системи.
На вході в обчислювальну систему сигнал додатково посилюється аналоговим підсилювачем, потім оцифровується та корелюється із сигналами від усіх інших антен для створення єдиного когерентного зображення від усього масиву. Оцифровку виконуватимуть плати FPGA, а кореляцію — високопродуктивний обчислювальний кластер на основі графічних процесорів. Кореляція потребує дуже великої кількості обчислень, і це є основною причиною, чому такі великі інтерферометричні масиви раніше не використовувалися. У режимі роботи з повним масивом HIRAX буде потрібно обробляти 6,5 терабітів даних на секунду, що можна порівняти із загальною пропускною здатністю Інтернету всіх африканських країн разом узятих. Робота з такими великими даними стала можливою завдяки останнім досягненням у обчисленнях на базі графічних процесорів та однаковості відстаней між елементами антенної решітки, що знижує складність обчислень від {\displaystyle O(n^{2})} до {\displaystyle O(n\log n)}, де n — кількість антен у масиві.

## Статус

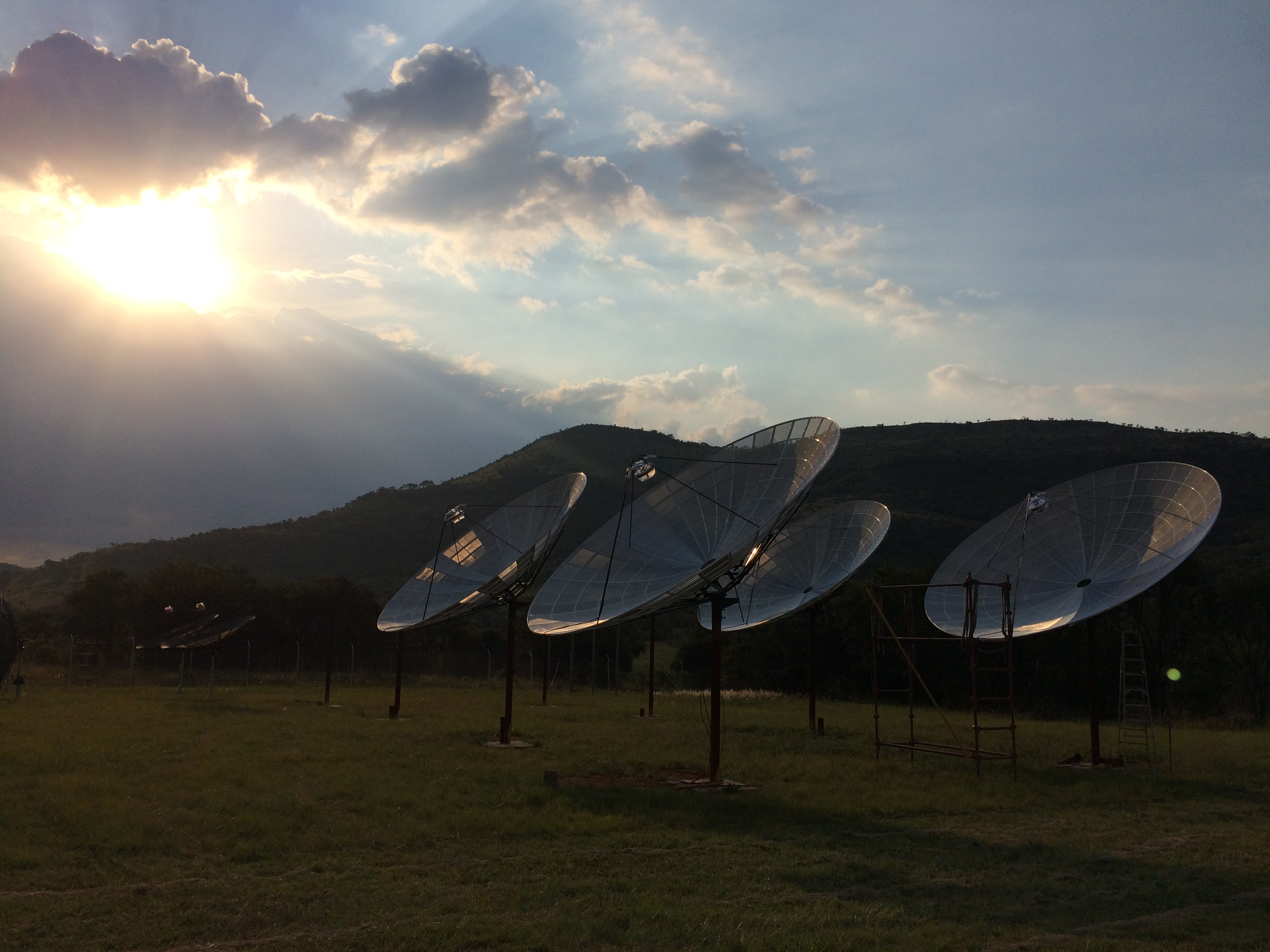
Прототип телескопа HIRAX в Хартбістхуку в 2017 році.

Учасники HIRAX у 2017 році в Радіоастрономічній обсерваторії Хартбістхуку побудували 8-елементний прототип масиву, який використовується як тестовий стенд для розробки технологій та програмного забезпечення для повного масиву, який буде побудований на майданчику Південноафриканської радіоастрономічної обсерваторії в Кару. Будівництво 128-елементного масиву-першопроходця (англ. pathfinder array) планується розпочати в 2024 році. Потім протягом наступних трьох років масив-першопроходець буде розширено до повного масиву з 1024 елементів. 8-елементний масив в Хартбістхуку буде включено до повного масиву як «виносний» масив разом із кількома іншими виносними масивами по всій південній Африці. Ці виносні масиви значно підвищать кутову роздільну здатність HIRAX, дозволяючи локалізувати виявлені швидкі радіоімпульси з точністю до кутової секунди.